# Hedera hibernica
Hedera hibernica (перек. Ірландський, або Атлантичний плющ, раніше H. helix) — вид витких рослин родини арілієвих. Батьківщиною цього виду є атлантичне узбережжя Європи.

## Опис
Це вічнозелена рослина, що росте до 20-30 метрів, на відповідних поверхнях (дерева, скелі, стіни), а також зростає як ґрунтопокривна. Піднімається за допомогою повітряних корінців, які чіпляються за основу. Корінна для Атлантичного регіону.
Листя гладке, темно-зелене з прожилками на пагонах пурпурового відтінку, може виростати до 10 сантиметрів у дорослих кущів. У молодих вони мають розмір в середньому до чотирьох сантиметрів. Пагони погано гнуться, і рослина росте вгору. Схильності до розгалуження не проявляє. Прищіпку теж може ігнорувати і не гілкуватися. В цілому непримхливе. Добре переносить жару.
Форма листа нагадує щит чи серце. Особливістю сорту є перекриття сторонами листа близько черешка. Права і ліва черешкові частки немов накладаються один на одного.

## Поширення
Плющ Ірландський зростає, і може опинитись в диких місцях, за межами своєї первинної площі, вздовж атлантичного узбережжя Португалії, Іспанії, Франції, Британських островів, Німеччини, скандинавських країн, і узбережжі Балтійського моря.